# 醤院
醤院（しょういん）とは、日本の律令制において、宮内省大膳職に属し、大膳職が製造した醤・未醤などの調味料を保管した施設。

## 概要
大膳職の建物の西隣にあったが、南北の位置については主水司の北側とする説と南側とする説が存在する。また、院内には「高部神（高倍神）」が祀られており、貞観元年（859年）3月20日に従五位下が授けられている。